# Mingqi

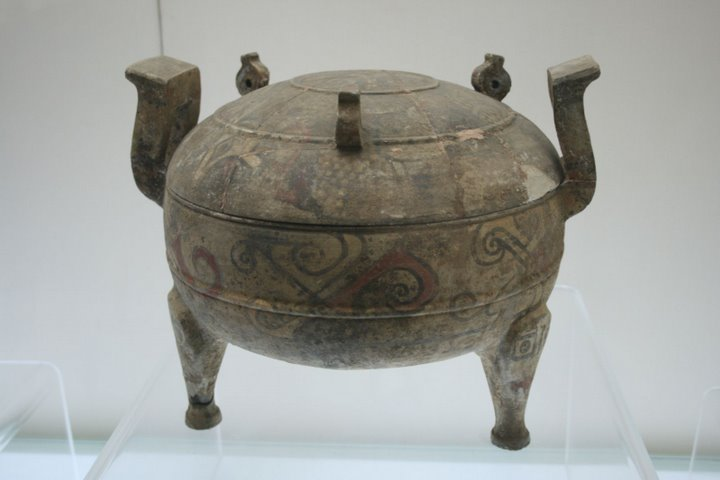
Poterie à but funéraire (mingqi) imitant la forme des vases rituels en bronze de type ding. Période des Royaumes combattants. Luoyang Museum

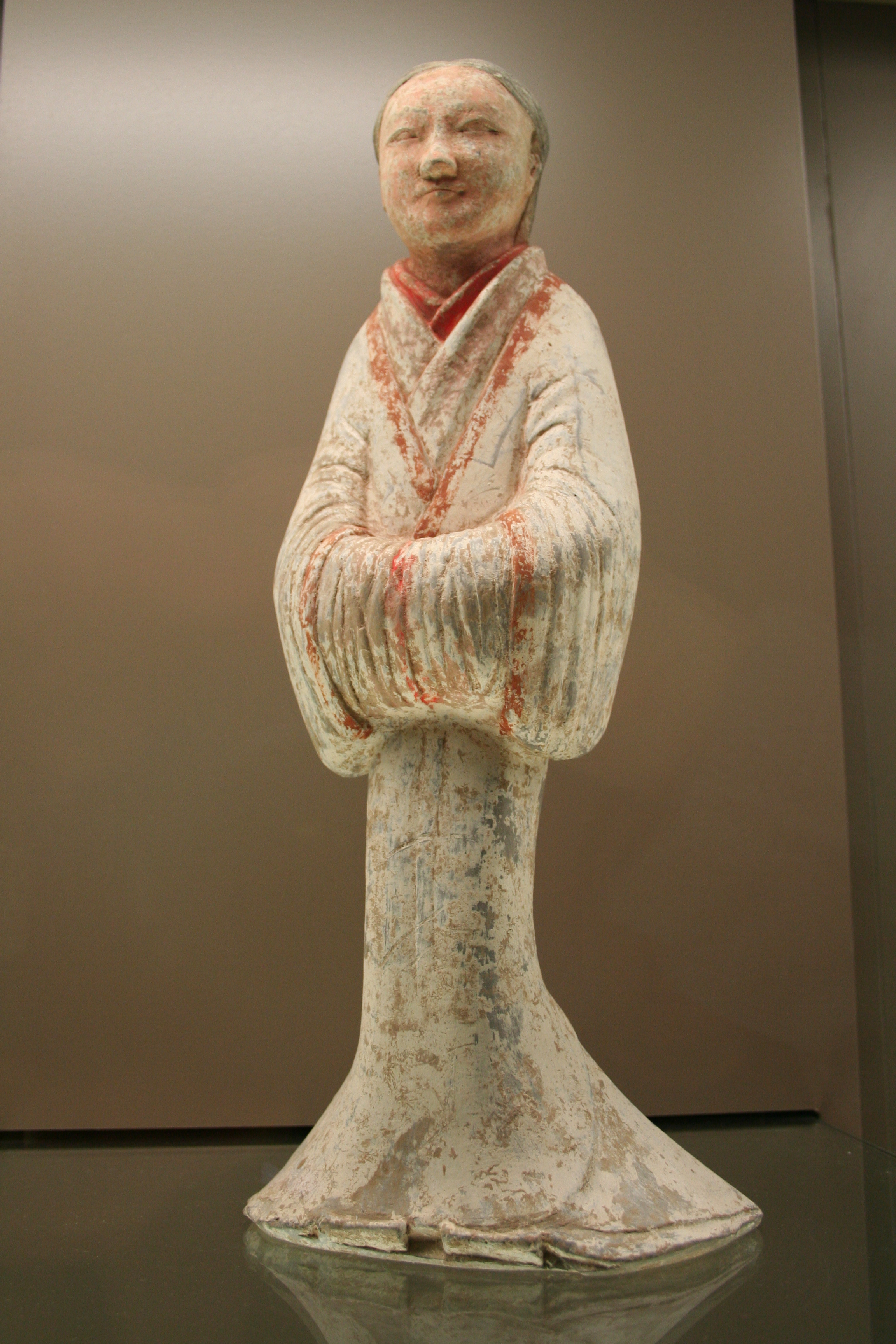
Statuette mingqi représentant une suivante. Terre cuite peinte. Han occidentaux, vers le IIe siècle av. notre ère. Shaanxi. Musée Cernuschi

On pourrait traduire mingqi (chinois : 明器 ;  pinyin : míngqì ; mot composé de ming, « brillant », et qi, « objet »), par « objet lumineux » (censés éternellement briller au cœur de la tombe) ou « objets pour les lumineux » (ces « lumineux » étant les défunts). Ils ont été déposés dans les sépultures de la Chine antique. Ces objets funéraires ont été réalisés en matériaux « pauvres », par opposition au luxe des accumulations de bronze de bonne qualité dans les tombes Shang et du début des Zhou. Ils sont réalisés en argile ou en bois, voire en bronze pauvre en étain, donc se déformant facilement. Il s'agit de statuettes et d'objet confectionnés expressément pour un usage funéraire, substituts qui prennent la place (progressivement : dès fin des Zhou mais surtout sous les Han) des différents objets rituels (vases le plus souvent en bronze) et des animaux et humains sacrifiés dans les tombes des élites des dynasties Shang et Zhou, ainsi que des représentations d'objets du quotidien et des miniatures de bâtiments. Ces objets et leur place croissante semblent suivre l'affirmation de la croyance selon laquelle les vivants sont amenés à avoir une vie après la mort pour laquelle il leur faut être accompagnés par des objets assurant leur confort matériel et leur prestige.

## Des copies d'objets rituels
Ce sont en premier lieu des reproductions d'objets à fonction cultuelle : vases rituels, instruments de musiques, et autres objets liés. Il ne faut pas les confondre avec les autres objets qui se trouvent dans les sépultures et qui ont été confectionnés pour un usage rituels dans le monde des vivants (les jiqi, « objets rituels ») avant d'accompagner leur propriétaire dans la mort. En effet, les mingqi sont confectionnés dans le but d'être entreposés dans les sépultures et n'ont eu aucune fonction auparavant. Mais dans bien des cas il s'agit de copies des objets rituels, de moins bonne qualité que ceux utilisés par les vivants ; de nombreux mingqi sont ainsi des copies de vases en bronze rituel réalisées en céramique. Ils se répandent essentiellement à la période des Zhou orientaux (771-221 av. J.-C.), et deviennent progressivement plus répandus que les objets issus du monde des vivants, donnant naissance à un art funéraire dynamique. Durant les débuts de la période impériale sous les dynasties Qin et Han, les mingqi connaissent un essor spectaculaire.

## Les figurines et les objets du quotidien
Les Shang pratiquaient le sacrifice humain et animal et c'était les véritables serviteurs et amis, ainsi que les chevaux, qui étaient sacrifiés pour accompagner le défunt dans sa dernière demeure.
Cette pratique, mentionnée à propos des Shang par les historiens chinois du IIe siècle, a été confirmée par les fouilles archéologiques, notamment celles de la nécropole royale d'Anyang.
Dans la seule tombe de la reine guerrière Fu Hao, quarante-sept hommes avaient été sacrifiés.
Cette pratique du sacrifice est progressivement abandonnée sous les Zhou, et les figurines mingqi peuvent être considérées comme un substitut à la présence effective des serviteurs dans la tombe.
Un des exemplaires les plus impressionnants est incontestablement l'armée de terre cuite, de taille humaine, du premier empereur, Qin Shi Huang, de la dynastie Qin. La taille des figurines va être plus réduite sous les Han et il semble que ces figurines ne vont plus être l'apanage des seuls dirigeants mais se démocratiser dans plusieurs couches de la société.
La catégorie la plus caractéristique des mingqi est celle des figurines en bois ou argile représentant des êtres vivants, qui semble se développer durant la période des Printemps et des Automnes et connaissent un essor remarquable durant le premier millénaire de l'époque impériale.
Ils représentent des serviteurs, des courtisanes, des chevaux, des bâtiments, ainsi que tous les objets de la vie quotidienne.
Leur présence est liée à la croyance des anciens chinois en un monde parallèle au nôtre dans lequel entraient les défunts, et depuis lequel les ancêtres, s'ils étaient honorés, pouvaient intercéder pour le bienfait de leur descendance.
De ce fait, afin que le défunt vive confortablement, il fallait qu'il soit accompagné de tous les éléments nécessaires à son bien-être et au bon déroulement de son existence posthume. Ils nous renseignent précisément sur l'univers raffiné des riches demeures, à l'époque des Han.
Les figurines mingqi de l'époque Tang se caractérisent quant à elles par une diversification et un aspect plus profane de leur signification. Elles sont délicatement peintes ou vernies avec les trois couleurs (sancai) caractéristiques de la céramique chinoise de cette époque.